# Карякин, Сергей Юрьевич
Сергей Юрьевич Карякин (18 марта 1972, Томск — 28 апреля 2022, Москва) — российский актёр театра и кино.
Получил известность благодаря многосерийному телефильму «В круге первом» по роману А. И. Солженицына, и сериалу «Высший пилотаж». Также известен по главным ролям в телефильмах «День отчаяния», «Клад могилы Чингисхана». Лауреат молодёжной премии «Триумф».

## Биография

### Ранние годы
Родился в Томске 18 марта 1972 года в семье сотрудника университета Ю. В. Карякина и врача Н. С. Малышевой.
Впервые вышел на профессиональную сцену во время учёбы в Томском училище культуры (1988—1990). В Томском ТЮЗе играл роль Ромео в классической постановке Шекспира.
Окончил Школу-студию МХАТ, курс Авангарда Леонтьева (1993—1997).

### Карьера
Работал в Московском новом драматическом театре (1997—1998), театре имени Гоголя (1999—2004). Играл роли в постановках других московских театров и независимых театральных проектах.
Сотрудничал с Московской государственной филармонией; жанр — художественное слово (автор и ведущая цикла концертов Светлана Виноградова).
В 2005 году исполнил одну из главных ролей в экранизации романа «В круге первом» по произведению Александра Солженицына (режиссёр Глеб Панфилов). Сам автор отметил удивительное сходство персонажа романа и образа, созданного Карякиным. Тогда же Сергей стал лауреатом молодёжной премии «Триумф».
В 2009 году на экраны вышел сериал «Высший пилотаж», где актёр сыграл главную роль.

### Личная жизнь
14 июня 2014 года у Сергея и Лилии Добровольской родился сын Мирослав. 10 января 2017 года Карякин и Добровольская официально зарегистрировали свои отношения.

### Болезнь и смерть
В мае 2021 года врачи диагностировали у Сергея Карякина рак языка 4 стадии. В апреле 2022 года у него также обнаружили коронавирус.
Скончался 28 апреля 2022 года в возрасте 50 лет после тяжёлой болезни.

## Творчество

### Театр
- «Ромео и Джульетта» У. Шекспир, — Ромео (реж. О. Афанасьев)
- «Чайка» А. П. Чехов — Треплев (реж. Е. Махонина)
- «Чайка» А. П. Чехов — Тригорин (реж. А. Леонтьев)
- «Женитьба» Н. В. Гоголь — Жевакин (реж. С. Земцов)
- «Журден» Ж. Б. Мольер — Ковьель (реж. А. Сергеев)
- «Что тот солдат, что этот» Б. Брехт — Полли Бейкер (реж. К. Богомолов)
- «Анна Снегина» С. Есенин — Сергей (реж. О. Митрофанов)
- «Зверь-Машка» Ю. Мирошниченко — Игорь (реж. А. Бордуков)
- «Царица Тамара» А. Смольяков — Поэт (реж. А. Смольяков)
- «Дело» Сухово-Кобылин — Нелькин (реж. В. Байчер)
- «Москва — Петушки. Поэма» Вен. Ерофеев — Веничка Ерофеев (реж. С. Карякин)

Работы в Московской государственной филармонии (художественное слово)
- «Война и мир» Л. Толстой.
- «Чайка по имени Джонатан Ливингстон» Р. Бах
- «Смерть Артура» Т. Мелори
- «Маленький принц» А. Сент-Экзюпери

### Фильмография
- 1992—1997 — Мелочи жизни — Алёша
- 2001 — Самозванцы — официант
- 2001 — Сверчок за очагом — Эдуард
- 2002 — Атлантида — Алексей
- 2003 — Стилет — эпизод
- 2003—2004 — Бедная Настя — актёр в роли Ромео
- 2004 — Ключи от бездны (По ту сторону волков-2)
- 2004 — Операция «Голем» (фильм 1) — Сенька Кривой
- 2004 — Лекарство от страха (фильм 2) — Брат Сеньки Кривого
- 2005 — Аэропорт (Проповедник, 22 серия) — Аркадий
- 2005 — Шекспиру и не снилось (телесериал) — Месмер (серия «Магнетический флюид»)
- 2006 — В круге первом — Дмитрий Сологдин
- 2006 — Жена Сталина — Станислав Реденс, муж Анны Аллилуевой
- 2006 — Шпионские игры — Болтун («Без прикрытия», фильм 6)
- 2007 — Большая игра — Олег Луков
- 2007 — Подруга банкира — Сергей
- 2008 — Воротилы. Быть вместе — Юрий Алексеевич
- 2008 — Мент в законе (1-й сезон)— Виталий Болотов
- 2008 — Мой муж — гений — Николай
- 2008 — Почтальон (серия «Солдаты удачи») — Алёша
- 2008 — Танец горностая — Леви Андрей
- 2009 — Высший пилотаж — Сергей Васильев
- 2009 — Крах фаворита — Игорь
- 2009 — Отблески («Скажи мне, кто твой друг», 13 серия) — Самойлов
- 2009 — Платина-2 — Постников
- 2009 — Предлагаемые обстоятельства («Богатый наследник», часть 4) — Аркадий
- 2009 — Сорок третий номер — Недельский
- 2010 — Голоса — Александр Шумейко
- 2010 — День отчаяния — Валерий, следователь
- 2010 — Маршрут милосердия — Сергей Шувалов
- 2011 — МУР. Третий фронт — «Циркач»
- 2011 — Чужие крылья — Пётр Трофимов, полицай
- 2011 — Чужие мечты — Анатолий Штурмин
- 2012 — Обратная сторона луны — Павел Саврасов
- 2013 — Клад могилы Чингисхана — Данила Черский
- 2013 — Пасечник — Виктор Ерошкин
- 2013 — Повороты судьбы — Василий Котин
- 2013 — Третья мировая — Валерий Львович
- 2013 — Долг сестры — Он
- 2014 — На глубине — Роман Игнатьев
- 2015 — Кости — Витя
- 2015 — Курортный роман — Алексей Усольцев
- 2015 — Обратная сторона луны 2 — Павел Саврасов
- 2015 — Нюхач (2-й сезон) — Пётр, сотрудник разведки
- 2016 — Анна-детективъ — Фомин, механик
- 2018 ― Другие (сериал) — Дюк, наркоторговец
- 2021 — Иван Денисович ― Тюрин, бригадир